# Cannon–Bard-érzelemelmélet
A Cannon–Bard-érzelemelmélet (1927) egy pszichológiai teória, amely Walter Cannon és Philip Bard nevéhez fűződik. 
Az elmélet azt állítja, hogy első lépésként az inger tudatosul, érzelem jön létre, ezzel párhuzamosan zsigeri változások jelennek meg. Ezek a viszcerális változások különböző érzelmek esetén hasonlóak lehetnek- a szimpatikus idegrendszernek ugyanazzal az általános aktivációjával járnak (pl. a düh és a félelem egyaránt eredményezhet  gyors szívverést, emelkedett vérnyomást, kitágult pupillát). 
Az elmélet a James–Lange-teória kritikájaként fogható fel. (Amelynek fő tézise az, hogy az érzelmek a környezet ingereire adott testi változások következményei, tehát az érzelem oka az élettani változás szubjektív észlelése.) 
Cannon kritikáját arra alapozta, miszerint:
- a zsigerek érzéketlen struktúrák
- reakcióik túl lassúak ahhoz, hogy érzelmi változásokat hozzanak létre
- kísérleti úton létrehozott az érzelmekre jellemző zsigeri változásokat (adrenalin injekció), amiket nem követte az adott érzelem tényleges megjelenése, csak “mintha reakció”
- a testi válaszokkal kapcsolatos visszajelentés kiiktatása nem szüntette meg az érzelmi élményt

## Modell
A szenzoros inger feldolgozódik az agyban, ami érzelem kialakulásához és vegetatív idegrendszeri reakcióhoz vezet.

### Példa
A kígyó látványa félelmet és gyorsabb szívverést, izzadást, (stb.) hoz létre.

## Neurobiológiai háttér
A modell lényege az, hogy az érzelem megélése és a testi válasz közel párhuzamosan jön létre. 
A thalamus jelt kap, amelyet továbbít az amygdalának (érzelmi központ), amely aktiválódik.
Az amygdala reakciója következtében a hypothalamuson keresztül kialakulnak a vegetatív változások (szimpatikus idegrendszeri aktiváció- arousal szint emelkedés), és (feltehetőleg az orbitofrontális kérgen keresztül) tudatosul az érzelem, ami az adott, érzelmet kiváltó ingerhez társul. Valószínűleg az utóbbi gyorsabban jön létre.